# I Opiumets Magt
I Opiumets Magt er en dansk stumfilm fra 1918, der er instrueret af Robert Dinesen efter manuskript af Jean Hirschberg.

## Handling
En dybt forgældet greve afpresser på nedrig vis sin gamle skolekammerat til at opgive forlovelsen med rigmandsdatteren Lizzie, så han kan skaffe sig adgang til familiens formue. Det lykkes ham i første omgang at stjæle pigen, men hvordan vil han få fingrene i de penge, han så desperat behøver?

## Medvirkende
- Aage Hertel - Collin, bankier
- Ingeborg Spangsfeldt - Lison, Collins datter
- Anton de Verdier - Charles Hugon, Lisons forlovede
- Charles Wilken - Gamle Hugon, Charles' far
- Carl Lauritzen - Grev de Moreau
- Peter Jørgensen